# Tabanus sidneyensis
Tabanus sidneyensis är en tvåvingeart som beskrevs av Macquart 1846. Tabanus sidneyensis ingår i släktet Tabanus och familjen bromsar. Inga underarter finns listade i Catalogue of Life.